# Forsytesagan (1967)

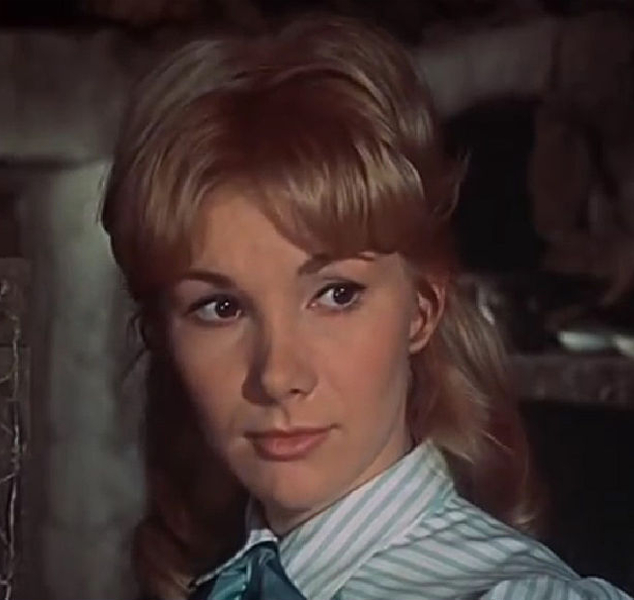
Susan Hampshire spelade Fleur Forsyte i serien. Bilden är från 1963.

Forsytesagan (engelska: The Forsyte Saga) är en brittisk dramaserie som sändes 1967. Serien är baserad på en romansvit av John Galsworthy. Sverigepremiären för serien var den 30 augusti 1967, den har även repriserats 1970 och 1986. I Finland var programmet ett av de populäraste, till exempel den 27 april 1968 hade det 1,7 miljoner tittare och sågs därmed av 46 procent av alla finländare över 12 år.

## Handling
Familjen Forsyte lever ett angenämt övre medelklassliv i det sena 1800-talets England. I sagans centrum finns kusinerna Soames och Jolyon Forsyte. Soames är advokat, samt mycket proper och stram. Hans kärlek till den vackra Irene är hans stora svaghet. Jolyon är sin kusins motsats, en fritänkande, bohemisk och kärleksfull konstnär. 
Kusinerna och deras barns liv kommer att korsas under de drygt 30 år som man får följa familjen Forsytes saga, vissa kommer mötas av stor lycka och andra kommer mötas av tragedi. Familjebanden prövas och utmanar individernas lojaliteter, stolthet och kärlek.

## Rollista i urval
- Terence Alexander – Montague "Monty" Dartie
- John Barcroft – George Forsyte
- June Barry – June Forsyte
- John Bennett – Philip Bosinney
- Jonathan Burn – Val Dartie
- Fay Compton – tant Ann Forsyte
- Karin Fernald – Anne Forsyte (född Wilmot)
- Susan Hampshire – Fleur Mont (född Forsyte)
- Ursula Howells – Frances Forsyte
- Martin Jarvis – Jolyon "Jon" Forsyte
- Maggie Jones – Smither
- Cyril Luckham – Sir Lawrence Mont
- Kenneth More – Jolyon "Jo" Forsyte
- Lana Morris – Helene Hillmer
- Suzanne Neve – Holly Dartie (född Forsyte)
- Nora Nicholson – tant Juley Small
- Joseph O'Conor – Jolyon Forsyte
- Dalia Penn – Annette Forsyte (född Lamotte)
- Nicholas Pennell – Michael Mont
- Robin Phillips – Wilfrid Desert
- Eric Porter – Soames Forsyte
- Nyree Dawn Porter – Irene Forsyte (född Heron)
- Kynaston Reeves – Nicholas Forsyte
- Fanny Rowe – Emily Forsyte
- Nora Swinburne – tant Hester Forsyte
- Margaret Tyzack – Winifred Dartie (född Forsyte)
- John Welsh – James Forsyte
- Julia White – Coaker
- George Woodbridge – Swithin Forsyte
- Michael York – Jolyon "Jolly" Forsyte
- Ian Trigger – Greenwater
- A J Brown – Roger Forsyte
- John Baskcomb – Timothy Forsyte

## Avsnitt
1. En familjehögtid
2. En familjeskandal
3. På jakt efter lyckan
4. Middag hos Swithin
5. En man och hans egendom
6. Ställningstaganden
7. Ut i det okända
8. Brittsommar
9. Bekymmer
10. Utmaningen
11. Snärjda
12. Nytt liv
13. Möten
14. Konflikt
15. Övergiven
16. Fleurs bröllop
17. Den vita apan
18. En dryads eftermiddag
19. Ingen återvändo
20. Ett frieri
21. Förtal
22. Silverskeden
23. Strejk
24. Eftermiddag på Ascot
25. Porträtt av Fleur
26. Svanesång

## Utmärkelser
- 1968 BAFTA:s (British Academy of Film and Television Arts Awards) för bäste skådespelare: Eric Porter
- 1970 Emmy Award "Outstanding Continued Performance by an Actress in a Leading Role in a Dramatic Series" till Susan Hampshire

## Andra adaptioner
- 1949 - Förmöget folk (That Forsyte Woman), film med Errol Flynn som Soames Forsyte, Greer Garson som Irene Heron och Walter Pidgeon som Jo Forsyte.
- 2002 - Forsytesagan, brittisk miniserie med Damian Lewis som Soames Forsyte, Gina McKee som Irene Heron och Rupert Graves som Jolyon Forsyte.